# Skrifter Udgivne af Videnskabs-Selskabet i Christiana. Mathematisk-naturvidenskabelig Klass
Skrifter Udgivne af Videnskabs-Selskabet i Christiana. Mathematisk-naturvidenskabelig Klass (abreviado Skr. Vidensk.-Selsk. Christiana, Math.-Naturvidensk. Kl.) fue una revista ilustrada con descripciones botánicas que fue editada en Noruega. Fue publicada en los años 1894-1924. Fue reemplazada por Skrifter utgitt av det Norske Videnskaps-Akademi i Oslo. Matematisk-naturvidenskapelig klasse.